# 愛の終りに (布施明の曲)
「愛の終りに」（あいのおわりに）は、1971年4月20日に発売された布施明の24枚目のシングル。

## 収録曲
- 両楽曲共に、作曲：クニ河内／編曲：宮川泰

A面
1. 愛の終りに（4分25秒）
作詞：島津ゆうこ

B面
1. 今はふたり（3分9秒）
作詞：クニ河内

## カバー
- 欧陽菲菲（1971年／アルバム『雨の御堂筋』収録）